# Miguel Ángel Morales Sánchez
Miguel Ángel Morales Sánchez (Cedillo, 22 de junio de 1963) es un político español del PSOE.

## Biografía
Nacido en Cedillo, provincia de Cáceres, marchó muy joven a la capital provincial a estudiar la carrera de Derecho, de la que se licenciaría más tarde y ejercería la profesión de abogado. Miembro del PSOE, desde 1987 es concejal de Cedillo, desde donde más tarde fue designado miembro de la Diputación Provincial de Cáceres, siendo vicepresidente de la misma entre 2003 y 2011. Tras la derrota del PSOE en las elecciones municipales de 2011 es designado portavoz del PSOE en la misma.
En marzo de 2012 presentó su candidatura a la secretaría general del PSOE de Cáceres, siendo elegido el 21 de abril de 2012 con el 52% de los votos.

## Cargos desempeñados
- Concejal del Ayuntamiento de Cedillo (Desde 1987).
- Vicepresidente primero de la Diputación Provincial de Cáceres (2003-2011).
- Portavoz del Grupo Socialista en la Diputación Provincial de Cáceres (Desde 2011).
- Secretario general del PSOE de Cáceres (Desde 2012).
- Diputado de la Asamblea de Extremadura (Desde 2015).